# KDE Plasma
Plasma este un mediu desktop de KDE. Termenul acoperă două generații de spații de lucru.
- KDE Plasma 6 (2024-prezent)
- KDE Plasma 5 (2014–2024)
- KDE Plasma 4 (2008–2015)

KDE Plasma se mai poate referi la:
- Plasma Mobile pentru smartfoane
- Plasma Bigscreen pentru TVuri și decodificatoare de televiziune incl. interacțiunea prin voce[1]
- Plasma Nano, un înveliș minimalist pentru dispozitive încorporate și activate la atingere ,[2] ca internetul obiectelor sau automobilistica
- Plasma Media Center cu focus pe navigarea prin media locală